# Agniohammus brunneus
Agniohammus brunneus là một loài bọ cánh cứng trong họ Cerambycidae.